# Zdzisław Reszczyński
Zdzisław Marian Reszczyński (ur. 3 lutego 1922 w Łukawcu, zm. 29 września 2005) – polski ekonomista, wykładowca Akademii Górniczo-Hutniczej i Wyższej Szkoły Handlowej w Krakowie.

## Życiorys
Zdzisław Reszczyński był synem Marcina oraz Pauliny Jakubczak, nauczycieli. Przed wybuchem II wojny światowej ukończył szkołę powszechną oraz czteroklasowe gimnazjum w Rzeszowie. Podczas okupacji pracował jako robotnik rolny i kolejowy, co pozwoliło mu uniknąć wywózki na roboty przymusowe. W 1945 roku ukończył w trybie przyspieszonym liceum ogólnokształcące w Lublinie i rozpoczął studia w Studium Spółdzielczym Uniwersytetu Jagiellońskiego. Tytuł magistra spółdzielczości uzyskał w 1949 roku, pod kierunkiem docenta (później profesora) Bolesława Kłapkowskiego.
Po studiach pracował w Banku Gospodarstwa Spółdzielczego, następnie w Banku Rolnym, a w latach 1953–1967 w Oddziale Wojewódzkim Narodowego Banku Polskiego. Jednocześnie prowadził działalność naukową i dydaktyczną, od 1958 roku był pracownikiem naukowym zorganizowanej przez Bolesława Kłapkowskiego Katedry Ekonomii Politycznej Akademii Górniczo-Hutniczej. W 1964 roku uzyskał na Akademii Ekonomicznej w Krakowie stopień doktora nauk ekonomicznych, na podstawie pracy Zagadnienia ruchu funduszów przedsiębiorstwa jako elementu składowego ruchu funduszów społecznych rozpatrywanych na przykładzie przedsiębiorstwa przemysłu maszynowego. Od 1 października 1967 roku został pełnoetatowym pracownikiem dydaktycznym Akademii Górniczo-Hutniczej.
W 1971 roku otrzymał stanowisko docenta oraz został kierownikiem Zakładu Ewidencji Gospodarczej oraz Informacji Statystycznej (później Zakładu Makroorganizacji) Instytutu Nauk Społecznych AGH, w 1974 habilitował się na podstawie rozprawy Problemy doskonalenia rachunku bilansowego (wykorzystanie metod rachunkowości społecznej). W 1983 roku został mianowany profesorem nadzwyczajnym, w 1992 roku otrzymał tytuł profesora zwyczajnego. W latach 1980–1988 był zastępcą dyrektora do spraw nauki w Instytucie Nauk Ekonomicznych, 1988–1992 dyrektorem Instytutu Organizacji i Zarządzania Przemysłem. Od 1990 do 1992 roku pełnił funkcję dziekana Wydziału Zarządzania Akademii Górniczo-Hutniczej.
Na emeryturę przeszedł w 1992 roku. Od 1999 roku został wykładowcą niepublicznej Wyższej Szkoły Handlowej w Krakowie. Pełnił tam funkcję kierownika Katedry Finansów, wchodził też w skład Rady Naukowej uczelni. Był członkiem Komisji Nauk Ekonomicznych krakowskiego oddziału Polskiej Akademii Nauk oraz Polskiego Towarzystwa Ekonomicznego. Publikował w czasopismach „Problemy Ekonomiczne”, „Folia Oeconomica Cracoviensia”, „Wiadomości NBP”.
Zmarł 29 września 2005 roku.